# Amar Garibović
Amar Garibović (* 7. September 1991 in Sjenica; † 7. September 2010 in Sredanci, Kroatien) war ein serbischer Skilangläufer und Biathlet.

## Werdegang
Garibović bestritt im Februar 2004 in Mavrovo sein erstes Skilanglauf-FIS-Rennen, welches er auf den 15. Platz über 15 km Freistil beendete. Er startete vorwiegend im Balkan-Cup. Dabei war der sechste Platz über 5 km Freistil und über 10 km Freistil im Januar 2010 in Mavrovo seine beste Cupplatzierung. Im Februar 2009 belegte er beim Europäischen Olympischen Winter-Jugendfestival 2009 in Szczyrk den 64. Platz über 10 km Freistil und den 51. Rang im Sprint. Im selben Monat kam er bei den Nordischen Skiweltmeisterschaften in Liberec auf den 109. Platz im Sprint. Den einzigen Sieg seiner Karriere feierte er im März 2009 bei einem FIS-Rennen in Igman/Sarajevo über 10 km Freistil. Im folgenden Jahr nahm er an den Olympischen Winterspielen in Vancouver teil, wo er über 15 Kilometer im freien Stil auf den 80. Platz lief.
Im Biathlon startete Garibović bei den Biathlon-Juniorenweltmeisterschaften 2008 in Ruhpolding und errang dabei den 97. Platz im Einzel über 12,5 km und den 95. Rang im Sprint über 7,5 km. Er kam am Tag seines 19. Geburtstages bei einem Verkehrsunfall in Kroatien ums Leben.